# 열대집도마뱀붙이

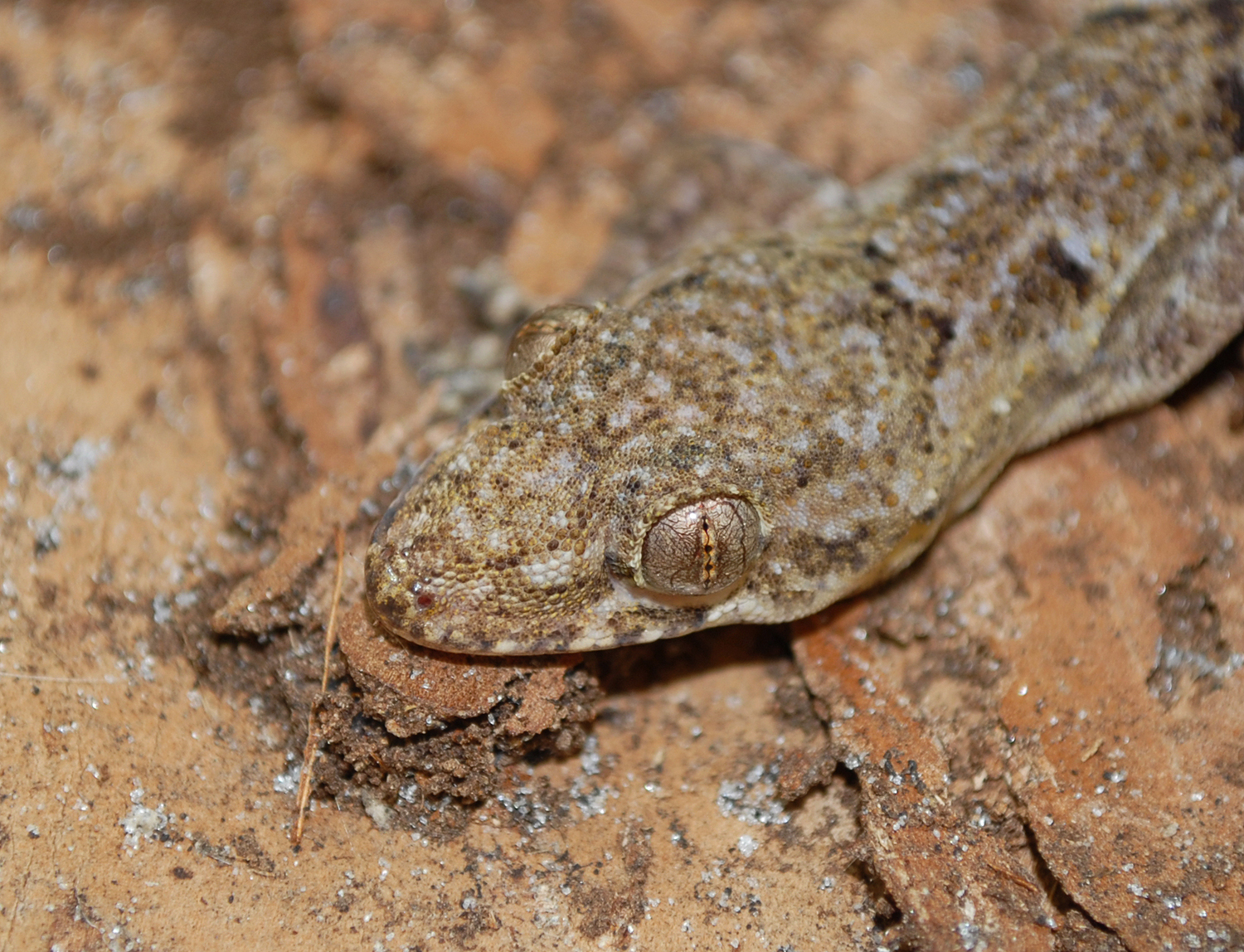
플로리다주에서 촬영한 근접사진

트로피컬 하우스 게코(tropical house gecko), 아프로아메리칸 하우스 게코(Afro-American house gecko), 코스모폴리탄 하우스 게코(cosmopolitan house gecko)라 불리는 열대집도마뱀붙이(Hemidactylus mabouia)는 사하라 이남 아프리카에 토착하는 집도마뱀붙이류의 일종이다. 그 밖에도 인류에 휘말려 북, 중, 남아메리카와 카리브해에 도입되었다.

## 형태
열대집은 주둥이에서 항문까지 최대 12.7 cm에 이른다. 야행성이며, 눈이 굉장히 커서 어둠 속에서도 모자란 빛을 통해 먹잇감을 찾아내는 데 유용하다. 피부색의 밝기를 천천히 바꿀 수 있어서 위장하기에 좋다. 열대집은 서아프리카에서 출발한 노예선을 타고 신세계로 퍼져나갔다.

## 식성
식성은 다양하며, 거미, 전갈, 바퀴벌레, 나방, 아놀도마뱀, 다른 도마뱀붙이류 따위를 잡아먹고, 그 중에서도 메뚜기를 제일 많이 잡아먹는다.

## 발성
열대집은 수많은 도마뱀붙이류처럼 소리낼 수 있다. 작게 삑삑대는 것부터 짧고 빠르게 깩깩대는 것까지 다양한 소리를 낸다. 열대집의 목소리는 조용한 밤에 열대집이 열린 창문 근처에 앉아있을 때 제일 들을 기회가 많다.

## 습성
열대집은 주로 도시환경에 서식한다.
열대집은 주로 야행성이며, 야행성의 날고 기는 곤충들을 탐욕스레 사냥한다. 열대집은 벽에 장착된 조명 근처에서 기다려서 빛에 이끌리는 곤충들을 사냥하는 법을 배웠다.

## 사람과의 관계
카리브해의 몇몇 문화권에서는 열대집이 집에 거주하고, 특히 집에 사는 해충을 많이 잡아먹으면 행운이 찾아온다고 여겨진다. 하지만 열대집의 대변의 크기는 길이 5 mm, 직경 2 mm 에 달하며, 색깔은 짙은 갈색이다. 열대집은 보통 집안의 특정한 곳에서만 변을 보지만, 만일 그곳이 밝은 색깔의 카펫, 휘장 따위의 쉽게 더러워지는 재질이라면, 얼룩은 쉽사리 지위지지 않으며, 똥도 퍼내야 할 것이다.

## 참고 문헌
- Boulenger, G.A. 1885. Catalogue of the Lizards in the British Museum (Natural History). Second Edition. Volume I. Geckonidae ... London: Trustees of the British Museum (Natural History). (Taylor and Francis, printers). xii + 436 pp. + Plates I- XXXII. (Hemidactylus mabouia, pp. 122–123).
- Duméril, A.M.C., and G. Bibron. 1836. Erpétologie Générale ou Histoire Naturelle Complète des Reptiles, Tome troisième. [= General Herpetology or Complete Natural History of the Reptiles, Volume 3 ]. Paris: Librairie Encyclopédique Roret. iv + 517 pp. (Hemidactylus mabouia, pp. 362–363).
- Moreau de Jonnès, [A]. 1818. "Monographie du Mabouia des murailles, ou Gecko Mabouia des Antilles." Bulletin des Sciences par la Société Philomatique de Paris, Series 3, 5: 138-139. ("Gecko Mabouia", new species).
- Schwartz, A., and R. Thomas. 1975. A Check-list of West Indian Amphibians and Reptiles. Special Publication No. 1. Pittsburgh: Carnegie Museum of Natural History. 216 pp. (Hemidactylus mabouia, p. 124).